# Acusana marginella
Acusana marginella är en insektsart som beskrevs av Delong och Freytag 1966. Acusana marginella ingår i släktet Acusana och familjen dvärgstritar. Inga underarter finns listade i Catalogue of Life.